# سفر زربابل
سفر زربابل (بالعبرية: ספר זרובבל‏)، ويسمى أيضًا كتاب زربابل أو رؤيا زربابل، هو سفر عبري من القرون الوسطى. يحتوي على نبوءة لنهاية العالم مكتوب في بداية القرن السابع الميلادي بأسلوب الرؤى الكتابية (مثل دانيال وحزقيال) يُنسب إلى زربابل، آخر سليل من نسل داود الذي لعب دورًا بارزًا في تاريخ بني إسرائيل، وهو الذي وضع أساس الهيكل الثاني في القرن السادس قبل الميلاد. يتلقى الزعيم الكتابي الغامض بعد السبي رؤية كاشفة تحدد الشخصيات والأحداث المرتبطة باستعادة أرض الميعاد، ونهاية الأيام، وتأسيس الهيكل الثالث.

## التاريخ
من المحتمل أن يكون الأساس للكتاب قد كتب في فلسطين بين عامي 629 و636، أثناء الصراعات العنيفة بين بلاد فارس والإمبراطورية البيزنطية للسيطرة على الأراضي المقدسة، يُعتقد أن أرميلوس هو عبارة عن تشفير لهرقل، وأن الأحداث الموصوفة في سفر زربابل تتزامن مع ثورة اليهود ضد هرقل. ومع ذلك، فإن الدليل القاطع على وجود العمل قبل القرن العاشر أمر بعيد المنال.
سفر زربابل موجود في عدد من المخطوطات والنسخ المطبوعة. حيث أن أقدم نسخة مخطوطة هي جزء من كتاب صلاة يقال إنه يرجع تاريخه إلى حوالي عام 840م.
ولأن الكتاب أعطى تاريخًا لا لبس فيه (1058 م) لعودة المسيح، فقد كان له تأثير كبير على الفكر المسيحاني المعاصر. حيث انتقد إبراهام ابن عزرا الكتاب ووصفه بأنه "غير موثوق به".

## المحتوى
يصف السفر الصراع الأخروي بين عدو المسيح أرميلوس، توقع المؤلف الأصلي أن يأتي المسيح في المستقبل القريب؛ لكن استبدل المحررون اللاحقون التواريخ اللاحقة.
تدور أحداث الكتاب بعد تدمير نبوخذ نصر لأورشليم، ويبدأ الكتاب بزربابل، الذي ارتبط اسمه بالترميم الأول، وهو يتلقى رؤيا بعد الصلاة من أجل "معرفة شكل البيت الأبدي". في الرؤيا، ينقله الملاك ميتاترون إلى نينوى، "مدينة الدم" التي تمثل روما، والتي من المحتمل أن المؤلف يقصد بها بيزنطة. وهناك وجد في السوق "رجلاً مكدومًا ومحتقرًا" يُدعى منحيم بن عميئيل الذي يكشف عن نفسه أنه المسيح بن داود، ولكنه محكوم عليه بالبقاء هناك حتى الساعة المحددة له. يسأل زربابل متى سيشتعل سراج إسرائيل. يقاطع ميتاترون أن المسيح سيعود بعد 990 عامًا من تدمير الهيكل (حوالي 1058 م).
قبل خمس سنوات من مجيء حفصيبة، التي ستكون والدة المسيح بن داود، سيظهر المسيح بن يوسف، لكنه سيقتل على يد أرميلوس. وبعد ذلك سيقيمه المسيح بن داود. يذكر سفر زربابل يأجوج وأرميلوس بدلاً من يأجوج ومأجوج كأعداء.
في السرد، يُقاد زربابل إلى "بيت العار"، وهو نوع من المعبد المضاد. وهناك يرى تمثالاً جميلاً لامرأة، مع الشيطان، الذي يلد المسيح الدجال أرميلوس. ثم تحكم القوى المرتبطة بأرميلوس والمعبد المضاد العالم بأسره. لكن في النهاية تُهزم هذه القوى. ويختتم العمل برؤية زربابل لنزول الهيكل السماوي إلى الأرض. وهكذا يظهر "شكل البيت الأبدي".